# Plane Dead – Der Flug in den Tod
Plane Dead – Der Flug in den Tod ist ein US-amerikanischer Horrorfilm aus dem Jahr 2007 des Regisseurs Scott Thomas.

## Inhalt
Ein Wissenschaftler transportiert eine infizierte Leiche in einem Flugzeug, das nach Paris fliegt. In einem heftigen Sturm wacht die Leiche auf und versucht die Passagiere mit dem Virus zu infizieren. Die Überlebenden versuchen für das Flugzeug einen Landeplatz zu finden, da es bei der CIA zum Abschuss freigegeben wurde.

## Produktion
Regie führte Scott Thomas und die Drehbücher schrieben Scott Thomas, Mark Onspaugh, Sidney Iwanter. Der Produzent war David Shoshan. Die Musik komponierte Nathan Wang und für die Kameraführung war Mark Eberle verantwortlich. Für den Schnitt verantwortlich war Wilton Cruz.

## Veröffentlichung
Der Film trug ursprünglich den Titel Plane Dead, wurde 2007 bei der Vorführung Fantasia Festival in Montreal geändert. Obwohl der Film dort erfolgreich war, wurde er direkt auf der DVD veröffentlicht. In Deutschland wurde der Film 2018 von der FSK neu geprüft und bekam eine „ab 16 Jahren“. 4. Oktober 2018 erschien der Film auf DVD und Blu-ray.

## Rezeption
- Das Lexikon des internationalen Films urteilte, es handele sich um einen „[a]bwegige[n] Horrorfilm, der zur blutigen Zombie-Handlung das klassische Katastrophenpersonal hinzu addiert und für ein durchgedrehtes Crossover“ sorge.[4]